# Les Premiers Colons
Les Premiers Colons (Almost Heroes) est un film américain de Christopher Guest, sorti en 1998.

## Synopsis
En 1804, le guide Bartholemew Hunt et l'explorateur Leslie Edwards, voyagent vers l'ouest sauvage afin de devancer d'autres explorateurs, Lewis et Clark.

## Fiche technique
- Titre original : Almost Heroes
- Titre français : Les Premiers Colons
- Réalisation : Christopher Guest
- Scénario : Mark Nutter, Tom Wolfe et Boyd Hale.
- Décors :
- Costumes :
- Image :
- Montage :
- Musique : Jeffrey C. J. Vanston
- Format : Couleur
- Durée : 90 minutes
- Genre : western, comédie
- Dates de sortie :
  - États-Unis : 1998
  - France : 1998

## Distribution
Légende : VQ = Version Québécoise
- Chris Farley (VQ : Jacques Lavallée) : Bartholomew Hunt
- Matthew Perry (VQ : Gilbert Lachance) : Leslie Edwards
- Bokeem Woodbine (VQ : François L'Écuyer) : Jonah
- Franklin Cover (VQ : Jean Brousseau) : Nicholas Burr
- David Packer (VQ : Alain Zouvi) : Bidwell
- Eugene Levy (VQ : Jean-Marie Moncelet) : Guy Fontenot
- Lisa Barbuscia (VQ : Camille Cyr-Desmarais) : Shaquinna
- Hamilton Camp (VQ : Victor Désy) : Pratt

Liste complète de la distribution sur IMDB.

## Autour du film
- Le film a été tourné à Lac Big Bear, en Californie.